# Anoplodactylus glandulifer
Anoplodactylus glandulifer is een zeespin uit de familie Phoxichilidiidae. De soort behoort tot het geslacht Anoplodactylus. Anoplodactylus glandulifer werd in 1954 voor het eerst wetenschappelijk beschreven door Stock. 